# Bảo tàng dân tộc học ở Krakow
Bảo tàng dân tộc học Seweryn Udziela của Krakow (tiếng Ba Lan: Muzeum Etnograficzne im. Seweryna Udzieli w Krakowie Seweryna Udzieli w Krakowie) là một bảo tàng ở Kraków, Ba Lan. Nó được thành lập vào năm 1902.

## Lịch sử
Các kế hoạch thành lập Bảo tàng Dân tộc học bắt đầu vào năm 1902 và liên quan đến triển lãm nghệ thuật dân gian từ bộ sưu tập Seweryn Udziela, do Hiệp hội Nghệ thuật Ứng dụng Ba Lan tổ chức. Bảo tàng Quốc gia vào năm 1904 đã tạo ra một bộ phận dân tộc học và một cuộc triển lãm dân tộc học vĩnh viễn trong Hội trường Vải đã được mở. Trong số khác, có những bộ sưu tập của Seweryn Udziela, Stanisław Witkiewicz và Tadeusz Estre Rich.
Năm 1910, Hội Bảo tàng Dân tộc học được thành lập, tiếp quản bộ sưu tập từ Bảo tàng Quốc gia. Năm 1911, một chi nhánh riêng được thành lập tại đường Studencka, với Seweryn Udziela là giám đốc. Một năm sau, các bộ sưu tập đã được xuất khẩu sang Wawel. Sau Thế chiến II, trụ sở của Bảo tàng Dân tộc học đã được di chuyển tới Plac Wolnica 1, và sau một thời gian cũng được chuyển tới 46 đường Krakowska. Tòa nhà chính là Tòa thị chính cũ của Kazimierski. Bộ sưu tập có hơn 80.000 di tích và gắn liền với văn hóa Ba Lan (văn hóa dân gian, nghệ thuật, cuộc sống hàng ngày...) cũng như với các nền văn hóa khác của châu Âu và thế giới.

## Tình trạng pháp lý và cơ cấu tổ chức của Bảo tàng

### Bảo tàng hoạt động trên cơ sở Đạo luật về Bảo tàng
- [1] Đạo luật tổ chức và chỉ đạo hoạt động văn hóa
- [2] Quy chế của Bảo tàng Dân tộc học. Các nhà tài trợ tài trợ ở Kraków, được cấp bởi Nghị quyết số 491/2000 của Hội đồng quản trị Lesser Voivodship Ba Lan ngày 9 tháng 11 năm 2000
- [3] Theo đạo luật, bảo tàng là một tổ chức văn hóa tự quản, tách biệt về mặt pháp lý, tổ chức và kinh tế - tài chính, được tổ chức bởi Chính phủ của Lesser Voivodeship Ba Lan.

Cơ cấu Bộ phận Bảo tàng của Bảo tàng Dân tộc học Seweryn Udziela ở Krakow:
- 1. Phòng văn hóa vật liệu
- 2. Hai loại vải và vải
- 3. Làng văn hóa biên tập
- 4. Bộ phận nghệ thuật
- 5. Văn hóa nhân dân châu Âu
- 6. Văn hóa dân gian ngoài châu Âu
- 7. Phòng kiểm kê và thu gom
- 8. Bộ phận giáo dục, triển lãm và ấn phẩm
- 9. Tài liệu về lịch sử văn hóa và bảo tàng nhân dân
- 10. Bộ phận bảo trì bộ sưu tập
- 11. Biblioteka
- 12. Phòng hành chính, giám sát và dịch vụ
- 13. Phòng kế toán

Tại 46 đường Krakowska trong Nhà Esterka, có một chi nhánh của Bảo tàng.
Việc giám sát Bảo tàng nói chung được thực hiện bởi Bộ trưởng Bộ Văn hóa và Di sản Quốc gia, và trực tiếp bởi Hội đồng Voivodship Małopolska. Hội đồng Bảo tàng hoạt động tại Bảo tàng, với các thành viên được chỉ định bởi Chính phủ Tự trị của Lesser Voivodeship Ba Lan [3]. Trong nội bộ, các quy tắc làm việc của Bảo tàng được xác định trong Quy chế tổ chức [4].

## Triển lãm quá khứ
Triển lãm lưu niệm 2013 , Talisman, Toy, được quản lý bởi Erica Lehrer, đã khám phá sự phát triển của các bức tượng Do Thái nói chung và " Người Do Thái may mắn " nói riêng.